# Künga Trashi
Thegchen Chöje Künga Trashi (tib. kun dga' bkra shis, theg chen chos rje; geb. 1349; gest. 1425) war ein Geistlicher der Sakya-Schule des tibetischen Buddhismus. Im 11. Jahr der Yongle-Ära (1413) wurde ihm von Kaiser Chengzu der Ming-Dynastie der Titel eines Dharmakönigs verliehen.
Künga Trashi stammte aus der von der Sakya-Schule beherrschten Region Duque. Sein Großvater war Künga Gyeltsen Pel Sangpo, der Kaiserliche Lehrer (dishi) der Yuan-Dynastie. Sein Vater kämpfte und verlor gegen den Fürsten Changchub Gyeltshen (1302–1364) aus der Phagmo-Drupa-Familie, die Sakya mussten in den Kreis Dacang Zong umsiedeln. 1372 wurde er zum Bhiksu (Mönch) initiiert. Er predigte in West- und Osttibet.
Bei einer Reise zum Ming-Kaiser in Nanjing bereiste er auch Peking und den Wutai Shan. Er unterwies Kaiser Chengzu (Yongle) in der Abhiseka-Lehre (chin. Guanding 灌顶; s. a. Acarya, chin. Asheli 阿阇梨) des esoterischen Buddhismus und in Gebeten und wurde vom Kaiser reich beschenkt. 1414 kehrte er ins Sakya-Kloster zurück. Zu seinen Erfolgen zählte, dass die Sakya-Schule die Große Sakya-Halle von der Phagdru-Regierung zurückerhielt.

### Nachschlagewerke
- Cihai („Meer der Wörter“), Shanghai cishu chubanshe, Shanghai 2002, ISBN 7-5326-0839-5